# 米哈埃拉·阿尔默塞斯库
米哈埃拉·阿尔默塞斯库（羅馬尼亞語：Mihaela Armășescu，1963年9月3日—），罗马尼亚女子赛艇运动员。她曾代表罗马尼亚参加1984年和1988年夏季奥林匹克运动会赛艇比赛，获得二枚银牌和一枚铜牌。